# Vingólf
In de Noordse mythologie is Vingólf een van de constructies van en voor de goden. In dit geval gaat het om de hal of hörgr van de godinnen of Asinnen. Het wordt enkel in de Proza-Edda vernoemd en in het enigmatisch gedicht Hrafnagaldur Óðins.
Vingolf wordt ook aangegeven als een plaats, naast Valhöll, waar de helft van de degenen die in de strijd sneuvelden zouden terechtkomen.
In de Gylfaginning sectie van de Edda van Snorri wordt Vingólf driemaal vernoemd.

## Naamherkomst
Men beschouwt de naam Vingólf doorgaans als een samenstelling van "vinr" (vriend) en "gólf" (vloer of hal). Het zou dan ongeveer de betekenis hebben van "aangenaam verblijf". Maar het zou ook als Víngólf kunnen worden gelezen. In dat geval zou de betekenis "wijnhal" zijn.
Uppsalabók, een van de vier belangrijkste manuscripten van de Proza-Edda, heeft de variant Vindglóð wat dan schijnbaar "windsintel" zou moeteen betekenen. Maar de meeste afwijkende schrijfwijzen uit dat bepaalde manuscript blijken verkeerd.

## Verdere literatuur
In de Dictionary of Northern Mythology, geeft Rudolf Simek de volgende artikels:
- W. Braune (1889). "Vingólf". Beiträge zur Geschichte der deutschen Sprache und Literatur 14.
- F. Jónsson (1890). "Vingólf". Arkiv för nordisk Filologi 6.
- F. Kauffmann (1892). "Vingólf". Zeitschrift für deutsches Altertum 36.